# 남성초등학교 (충북)
남성초등학교는 대한민국 충청북도 청주시 서원구 분평동에 있는 공립초등학교이다.

## 학교 연혁
- 1949년 10월 21일 남성공립국민학교 개교
- 1995년 12월 11일 강당 준공
- 1996년 3월 1일 남성초등학교로 명칭 개칭
- 1997년 9월 1일 분평초등학교 분리 독립
- 2003년 9월 1일 병설유치원 → 남성단설유치원으로 독립
- 2023년 9월 1일 제33대 황은숙 교장 부임
- 2024년 3월 1일 26학급 편성(특수학급 2포함)

## 상징
- 교화 - 장미 (1976.03.07 지정)
- 교목 - 향나무 (1976.03.07 지정)

## 참고 자료
- 남성초등학교 - 한국교육학술정보원 학교알리미